# توافقنامه عادی‌سازی روابط اقتصادی کوزوو و صربستان (۲۰۲۰)
توافقنامهٔ عادی‌سازی روابط اقتصادی کوزوو و صربستان (۲۰۲۰)، مجموعه اسنادی است که طی آن کوزوو و صربستان توافق کردند تا روابط اقتصادی خود را عادی کرده و آن را بین خود تسهیل کنند. این اسناد توسط عودالله هوتی نخست‌وزیر کوزوو و الکساندر ووچیچ رئیس‌جمهور صربستان در تاریخ ۴ سپتامبر ۲۰۲۰ در کاخ سفید و در حضور دونالد ترامپ، رئیس‌جمهور ایالات متحده آمریکا، امضا شد.

## زمینه
در ۴ اکتبر ۲۰۱۹، دونالد ترامپ ریچارد گرینل را به عنوان نمایندهٔ ویژه ریاست جمهوری در مذاکرات صلح صربستان و کوزوو منصوب کرد. پس از ماه‌ها گفتگوی دیپلماتیک، در ۲۰ ژانویه ۲۰۲۰، گرینل مذاکرات بین صربستان و کوزوو را تسهیل کرد؛ جایی که دو کشور توافق کردند که پروازها را برای اولین بار در بیش از دو دهه بین پایتخت خود برقرار کنند.